# ボブ・シーファー
ボブ・シーファー（Bob Lloyd Schieffer, 1937年2月25日 - ）は、アメリカ合衆国のテレビジャーナリスト。

## 来歴・人物
1969年、CBSに記者として入社。
ワシントンD.C.における主要取材先であるホワイトハウス、ペンタゴン、国務省、議会の4つすべての担当を務めた経験のある数少ないジャーナリストの一人で、入社以来、国内報道の専門家として活躍してきた。
2004年大統領選挙でのジョージ・W・ブッシュとジョン・ケリーによる第3回討論会、2008年大統領選挙でのバラク・オバマとジョン・マケインによる第3回討論会、2012年大統領選挙でのバラク・オバマとミット・ロムニーによる第3回討論会で、それぞれ司会を務めた。
シーファーが過去に担当した主な番組として、1973年から1976年まで日曜版の、1976年から1996年まで土曜版の『CBSイブニングニュース』が有名。ダン・ラザーが2005年3月9日に平日版アンカーを降板した翌日から、今度は平日版『CBSイブニングニュース』のアンカーに暫定的に就任し、2006年8月31日まで務めた（その後、正式にケイティ・クーリックが平日アンカーに就任した）。
現在は、1991年にホストの座に就いた『フェイス・ザ・ネイション』に引き続き出演している。
2005年から2009年まで駐日アメリカ合衆国大使を務めたジョン・トーマス・シーファーは、弟にあたる。